# Information partielle linéaire
 (mars 2013).
L’Information Partielle Linéaire  (LPI) est une méthode de modélisation linéaire pour les décisions pratiques, basée sur les informations précédemment floues. 
Edward Kofler, un mathématicien suisse, développa sa théorie sur l'information partielle linéaire (LPI) en 1970 à Zurich (Suisse). 

## Description
L'Information Partielle Linéaire (LPI) est une méthode permettant de prendre des décisions fondées sur des informations insuffisantes ou floues. La LPI a été introduite en 1970 par le mathématicien Edward Kofler (1911-2007) afin de simplifier les procédés de décision. En comparaison à d'autres méthodes, la théorie LPI est algorithmiquement simple et plus particulièrement dans la prise de décisions, la rendant plus orientée vers la pratique.
À la place d'une fonction caractéristique, le décideur linéarise toute imprécision en établissant lui-même des restrictions linéaires pour la distribution des probabilités floues. Cela est rendu possible grâce à la mise en place de relations de LPI stochastiques et non stochastiques. Un mélange de stochastiques et de non-stochastiques floues est d'ailleurs le plus souvent une base pour la procédure de LPI. En utilisant les méthodes LPI, toute donnée floue dans toute situation de décision peut être envisagée sur la base de la logique floue linéaire.

## Définition
Toute informatique stochastique partielle (Stochastic Partial Information ou SIP(p)), qui peut être considérée comme une solution d'un système d'inégalité linéaire, est appelé Information partielle linéaire (Linear Partial Informations ou LPI(p)) concernant une probabilité p. Il peut être considéré comme une incertitude LPI de la probabilité p, correspondant aux concepts de la logique floue linéaire.

## Situations de prise de décision
Dans des situations de décision, la répartition des scénarios possibles est aussi imprévisible que les résultats finis (outputs).
Chaque action est fondée sur les décisions qui, dans un monde d'imprécision et d'incertitude des données, imposent la création de concepts et de lois pour les encadrer. Les incertitudes (fuzziness) dans le monde est une règle et non une exception. Le caractère optimal des décisions obtenues avec les moyens des méthodes classiques doit dans de telles conditions, être remis en question. Ainsi, plus la complexité des systèmes est considérée comme élevée, plus le degré d'imprécision des données est d'autant plus doux et doit être modélisé Lotfi Zadeh. Le modèle incertain possède trois caractéristiques importantes :
- la probabilité de survenance de ce modèle par rapport au modèle exact est généralement supérieure ;
- il est plus stable dans le temps ;
- il laisse des procédures adaptatives aux nouvelles informations en ce qui concerne la procédure suivie par une adaptation aux nouvelles conditions.

## Le modélisation incertaine vue des grands penseurs
(mars 2013).
Si vous disposez d'ouvrages ou d'articles de référence ou si vous connaissez des sites web de qualité traitant du thème abordé ici, merci de compléter l'article en donnant les références utiles à sa vérifiabilité et en les liant à la section « Notes et références ».
Bertrand Russell affirme que "...la logique traditionnelle parle de notions précises. Malheureusement, dans notre environnement, celles-ci ne sont pas applicables. Au mieux le seraient-elles dans une réalité d'imaginaire merveilleux." Dans nos conditions ne reste donc pas d'autre choix que parvenir à modéliser les données en prenant en compte les circonstances floues. À cet égard, la probabilité de la survenance des modèles et des possibilités d'adaptation à d'autres informations seront prises en compte. 
Albert Einstein a proclamé que "la fronde des allégations concernant notre réalité ne sont pas correctes, ou vice versa, juste des idées au sujet de notre réalité ne mènent à vives allégations." Ceci représente en fait la formulation de Russell sous toute autre forme. Un autre argument est le fait que la réalité de la prise de décision en ce qui concerne les éléments analogues à celle des termes de l'état de repos de mouvement dans la mécanique sont exprimées.